# Granatnik RPG-76 Komar
RPG-76 Komar – polski granatnik przeciwpancerny wykorzystujący wyrzutnię jednorazowego użytku.

## Historia konstrukcji
W 1971 roku w Wojskowym Instytucie Technicznym Uzbrojenia rozpoczęto program o kryptonimie „Argon”. Jego celem było opracowanie granatnika przeciwpancernego z jednorazową wyrzutnią, który mógłby uzupełnić granatniki RPG-7. Badano dwie wersje granatnika: bezodrzutową i rakietową. Do dalszych prac wybrano wersję rakietową (powodem była możliwość wykorzystania wcześniejszych prac nad granatem nasadkowym z pomocniczym napędem rakietowym PGN-60). Na tym etapie projektowania w pracach, obok zespołu polskiego (Z. Zaborowski, K. Kowalewski, T. Witczak, Z. Kapustka, A. Perełkiewicz, K. Laskowski, Z. Kupidura), uczestniczył zespół z bułgarskiego Wojskowego Instytutu Naukowo-Badawczego w Sofii. Zadaniem Bułgarów było opracowanie silnika rakietowego i wyrzutni. Pierwsza prezentacja nowej broni miała miejsce w 1973 roku na III Centralnej Wojskowej Wystawie Wynalazczości i Racjonalizatorstwa. Broń oznaczono wtedy jako „kumulacyjny granat przeciwpancerny z wyrzutnią jednorazowego użytku RPG-73”. Badania zakończono w 1976 roku i wówczas granatnik otrzymał nazwę RPG-76 Komar, od roku opracowania. W 1980 roku powstała seria prototypowa granatników. W następnych latach doszło do załamania się współpracy z Bułgarią – prace nad granatnikiem dokończono samodzielnie. Został on wprowadzony do uzbrojenia w 1985 roku. Produkowany był w Zakładach Sprzętu Precyzyjnego w Niewiadowie. W latach 1983–1995 wyprodukowano ich dla Wojska Polskiego ponad 100 000 sztuk.

## Użycie
Granatniki weszły na uzbrojenie Wojska Polskiego. Wkrótce jednak po zakończeniu produkcji, w drugiej połowie lat 90. granatniki zostały wycofane z uzbrojenia i zmagazynowane z uwagi na zwiększenie wymagań w zakresie bezpieczeństwa w połączeniu z brakiem samolikwidatora. W ramach pilnej potrzeby trafiły jednak na wyposażenie Polskich Kontyngentów Wojskowych w Iraku oraz w Afganistanie, gdzie były używane jako broń wsparcia. Zaletą okazała się możliwość odpalania z wnętrza pojazdu. W 2010 roku opracowano nowy zapalnik DCR-2 z samolikwidatorem. Wojsko zrezygnowało mimo to z modernizacji posiadanych granatników.
W styczniu 2018 roku Agencja Mienia Wojskowego zaoferowała na sprzedaż 24 589 granatników RPG-76 wyprodukowanych w latach 1985–1990. Biorąc pod uwagę, że pochodziły one z ostatnich lat produkcji tej broni, były to prawdopodobnie ostatnie RPG-76 posiadane przez Wojsko Polskie.
W pierwszej połowie marca 2022 roku, podczas inwazji Rosji na Ukrainę, w mediach społecznościowych opublikowano film z szkolenia w obsłudze tego granatnika żołnierzy ukraińskich, a następnie dalsze materiały. Liczba przekazanych granatników, ani termin dostawy nie zostały oficjalnie ujawnione.

## Opis konstrukcji
Granatnik przeciwpancerny RPG-76 Komar składa się z aluminiowej wyrzutni o masie 0,32 kg w postaci gładkoprzewodowej cienkościennej rury o kalibrze 40 mm, będącej jednocześnie zasobnikiem transportowym pocisku i nadkalibrowego pocisku rakietowego o kalibrze 68 mm wyposażonego w zapalnik denny DCR. Do wyrzutni mocowane są przyrządy celownicze (celownik z trzema szczerbinami odpowiadającymi odległościom 50, 150, 250 m), mechanizm spustowo-odpalający, rurowa kolba składana oraz pas transportowy. W położeniu marszowym broń ma złożoną kolbę i celownik mechaniczny, a pocisk znajdujący się w wyrzutni jest zaryglowany zatrzaskiem sprężynowym. Rozłożenie kolby powoduje odryglowanie pocisku i napięcie sprężyny mechanizmu spustowego. Po naciśnięciu spustu następuje uruchomienie silnika rakietowego pocisku (dysze są odchylone o 40 stopni, co chroni strzelca przed poparzeniem).
Pocisk o masie 1,78 kg składa się z głowicy kumulacyjnej o kalibrze 68 mm elaborowanej heksogenem, silnika rakietowego, stabilizatora i bezwładnościowego zapalnika o działaniu natychmiastowym.

## Użytkownicy
- Polska – 1985–2018
- Ukraina – 2022